# Мале (провінція Тренто)
Ма́ле (італ. Malé) — муніципалітет в Італії, у регіоні Трентіно-Альто-Адідже,  провінція Тренто.
Мале розташоване на відстані близько 520 км на північ від Рима, 36 км на північний захід від Тренто.
Населення — 2178 осіб (2014).
Щорічний фестиваль відбувається 15 серпня. Покровитель — S. Maria Assunta.

## Демографія
Населення за роками:

Станом на 1 січня 2023 року в муніципалітеті офіційно проживав 321 іноземець з 26 країн, серед них 159 громадян країн Євросоюзу та 3 громадяни України.

## Сусідні муніципалітети
- Брезімо
- Кальдес
- Клес
- Коммеццадура
- Кров'яна
- Дімаро-Фольгарида
- Раббі
- Терцолас